# آرزبرگ (اوبرفرانکن)
شهر آرزبرگ (به آلمانی: Arzberg) در ایالت بایرن در کشور آلمان واقع شده است.